# 松山千春 LIVE
『松山千春 LIVE』（まつやまちはるライブ）は、2009年10月21日に松山千春が発売したライブ・アルバム5枚の総称。
2001年8月22日発売されたCD-BOX『CHIHARU MATSUYAMA LIVE BOX 1980-1999 “O・I・RA”』収録各盤をNEWパッケージ仕様にしてリイシューしたもの。
1. 『松山千春 LIVE 「風をうけて」〜1980.9 東京・NHKホール〜』[1]
2. 『松山千春 LIVE 「時代をこえて」〜1981.6 東京・日比谷野外音楽堂〜』[2]
3. 『松山千春 LIVE 「大いなる愛よ夢よ」〜1982.7 札幌・真駒内屋外競技場〜』[3]
4. 『松山千春 LIVE 「俺の人生'97」〜1997.8 札幌・芸術の森野外ステージ〜』[4]
5. 『松山千春 LIVE 「もうひとりのガリレオ」〜1999.8 東京・恵比寿ガーデンホール〜』[5]

## 松山千春 LIVE 「風をうけて」〜1980.9 東京・NHKホール〜

### Disc.1
1. 青春 (M1) 【第1部】　（2:55）
2. ＜MC＞ 【第1部】　（1:34）
3. 君が好きさ (M2) 【第1部】　（2:47）
4. ＜MC＞ 【第1部】　（4:07）
5. オホーツクの夜 (M3) 【第1部】　（3:58）
6. ＜MC＞ 【第1部】　（2:45）
7. 木枯しに抱かれて (M4) 【第1部】　（4:34）
8. ＜MC＞ 【第1部】　（1:50）
9. これ以上 (M5) 【第1部】　（4:07）
10. ＜MC＞ 【第1部】　（2:05）
11. 炎 (M6) 【第1部】　（4:59）
12. 寒い夜 (M7) 【第1部】　（4:29）

### Disc.2
1. 子守唄 (M1) 【第2部】　（4:00）
2. ＜MC＞ 【第2部】　（3:03）
3. 人生の空から (M2) 【第2部】　（3:15）
4. ＜MC＞ 【第2部】　（2:04）
5. 君のために作った歌 (M3) 【第2部】　（3:17）
6. ＜MC＞ 【第2部】　（4:13）
7. 海を見つめて (M4) 【第2部】　（4:29）
8. 空を飛ぶ鳥のように 野を駈ける風のように (M5) 【第2部】　（2:54）
9. ＜MC＞ 【第2部】　（4:09）
10. 悲しい時には (M6) 【第2部】　（7:12）
11. 車を止めて (M7) 【アンコール】 【第2部】　（3:05）
12. ＜MC＞ 【アンコール】 【第2部】　（0:58）
13. おやすみ (M8) 【アンコール】 【第2部】　（3:29）

## 松山千春 LIVE 「時代をこえて」〜1981.6 東京・日比谷野外音楽堂〜

### Disc.1
1. ＜MC＞ 【第1部】　（0:41）
2. 大いなる愛よ夢よ (M1) 【第1部】　（4:11）
3. ＜MC＞ 【第1部】　（1:37）
4. 夜明け (M2) 【第1部】　（3:25）
5. ＜MC＞ 【第1部】　（5:15）
6. 人生の空から (M3) 【第1部】　（4:42）
7. ＜MC＞ 【第1部】　（2:39）
8. ふるさと (M4) 【第1部】　（6:11）
9. おいら (M5) 【第1部】　（6:12）
10. ＜MC＞ 【第1部】　（1:45）
11. 海を見つめて (M6) 【第1部】　（3:44）

### Disc.2
1. 夢をのせて (M1) 【第2部】　（4:36）
2. ＜MC＞ 【第2部】　（2:39）
3. 青春II (M2) 【第2部】　（2:46）
4. 貴方のことで (M3) 【第2部】　（3:55）
5. ＜MC＞ 【第2部】　（2:12）
6. ダーリン (M4) 【第2部】　（4:11）
7. ＜MC＞ 【第2部】　（5:30）
8. 恋 (M5) 【第2部】　（5:02）
9. ＜MC＞ 【第2部】　（1:20）
10. 涙 (M6) 【第2部】　（4:33）
11. ＜MC＞ 【第2部】　（3:21）
12. 限りある命 (M7) 【第2部】　（6:40）
13. 長い夜 (M8) 【第2部】　（5:25）
14. 季節の中で (M9) 【アンコール】 【第2部】　（3:52）

## 松山千春 LIVE 「大いなる愛よ夢よ」〜1982.7 札幌・真駒内屋外競技場〜

### Disc.1
1. 大いなる愛よ夢よ ＜オープニング＞ （Instrumental）　（2:16）
2. 長い夜 (M1)　（4:48）
3. ＜MC＞　（3:35）
4. 旅立ち (M2)　（2:51）
5. ＜MC＞　（2:22）
6. 銀の雨 (M3)　（3:24）
7. ＜MC＞　（1:01）
8. 恋 (M4)　（4:53）
9. ＜MC＞　（4:00）
10. 人生の空から (M5)　（2:48）
11. ＜MC＞　（7:03）
12. 夜よ泣かないで (M6)　（4:12）
13. ＜MC＞　（1:06）
14. 君が好きさ (M7)　（3:00）
15. ＜MC＞　（0:37）
16. 父さん (M8)　（5:31）
17. 悲しい時には (M9)　（6:50）

### Disc.2
1. サンバ (M1)　（3:46）
2. ＜MC＞　（0:33）
3. 浜辺 (M2)　（4:14）
4. ＜MC＞　（7:16）
5. 黄昏 (M3)　（3:43）
6. ＜MC＞　（3:33）
7. はまなす (M4)　（6:39）
8. ＜MC＞　（5:02）
9. 大いなる愛よ夢よ (M5)　（5:50）
10. 季節の中で (M6) 【アンコール】　（3:19）
11. ＜MC＞ 【アンコール】　（0:16）
12. 車を止めて (M7) 【アンコール】　（3:26）
13. ＜MC＞ 【アンコール】　（0:36）
14. 長い夜 (M8) 【アンコール】　（4:57）
15. ＜MC＞ 【アンコール】　（1:05）
16. 夢の旅人 (M9) 【アンコール】　（5:41）

## 松山千春 LIVE 「俺の人生'97」〜1997.8 札幌・芸術の森野外ステージ〜

### Disc.1
1. 夢の旅人 (M1)  （4:26）
2. ＜MC＞  （6:44）
3. ねえ君 (M2)　（3:44）
4. ＜MC＞  （0:36）
5. Sing a Song (M3)  （1:01）
6. ＜MC＞  （1:35）
7. 銀の雨 (M4)  （3:26）
8. ＜MC＞  （1:22）
9. ひまわり (M5)  （7:15）
10. 逢いたくて (M6)  （4:29）
11. ＜MC＞  （1:15）
12. INTENTIONAL (M7)　（4:22）
13. ＜MC＞　（0:55）
14. 幸せ (M8)　（3:40）
15. ＜MC＞  （7:50）

### Disc.2
1. 淡々と… (M1)　（5:36）
2. ＜MC＞　（4:30）
3. 憂い (M2)　（9:10）
4. ロンリー・ナイト (M3) 【アンコール】　（3:14）
5. SHINING-シャイニング- (M4) 【アンコール】　（3:03）
6. ＜MC＞ 【アンコール】　（2:24）
7. 俺の人生 (M5) 【アンコール】　（4:09）
8. 君を忘れない (M6) 【アンコール】　（5:01）
9. ＜MC＞ 【アンコール】　（1:00）
10. 大空と大地の中で (M7) 【アンコール】　（3:33）
11. ＜MC＞ 【アンコール】　（2:27）
12. 勇気ありがとう (M8) 【アンコール】　（6:13）

## 松山千春 LIVE 「もうひとりのガリレオ」〜1999.8 東京・恵比寿ガーデンホール〜

### Disc.1
1. ＜オープニング・メッセージ＞　（3:51）
2. 俺の人生 (M1)　（3:12）
3. ＜MC＞　（3:02）
4. 旅立ち (M2)　（3:04）
5. 恋 (M3)　（4:12）
6. ＜MC＞　（2:49）
7. 都会 (M4)　（3:21）
8. ＜MC＞　（4:16）
9. ふるさと (M5)　（6:05）
10. 足寄より (M6)　（6:03）
11. 雑踏 (M7)　（4:21）
12. ＜MC＞　（2:04）
13. 写真 (M8)　（5:22）
14. ＜MC＞　（2:01）
15. 挫折 (M9)　（7:16）

### Disc.2
1. ＜MC＞　（1:21）
2. ガリレオ (M1)　（2:36）
3. ＜MC＞　（3:11）
4. Champ Never Die (M2)　（2:31）
5. ＜MC＞　（4:38）
6. 生きがい (M3)　（8:05）
7. ＜MC＞ 【アンコール】　（0:44）
8. 逢いたい (M4) 【アンコール】　（3:08）
9. ＜MC＞ 【アンコール】　（0:28）
10. 午前3時 (M5) 【アンコール】　（3:44）
11. ＜MC＞ 【アンコール】　（3:11）
12. 君を忘れない (M6) 【アンコール】　（4:33）
13. ＜MC＞ 【アンコール】　（0:26）
14. 生命 (M7) 【アンコール】　（04:07）
15. ＜MC＞ 【アンコール】　（0:51）
16. 父さん (M8) 【アンコール】　（6:00）
17. ＜MC＞ 【アンコール】　（0:56）
18. 途上 (M9) 【アンコール】　（4:13）